# Henri Joutel

Mapa de América del Norte en 1702 que muestra las áreas reclamados por Francia (azul) y España (naranja). A finales de la década de 1680, Henri Joutel, participó en el primer intento de Francia para establecer su colonia de Luisiana, cerca del golfo de México, a pesar de las reclamaciones rivales de España. Joutel en última instancia condujo a algunos sobrevivientes al norte por el país de los ilinueses y Canadá, y llevó un diario histórico.

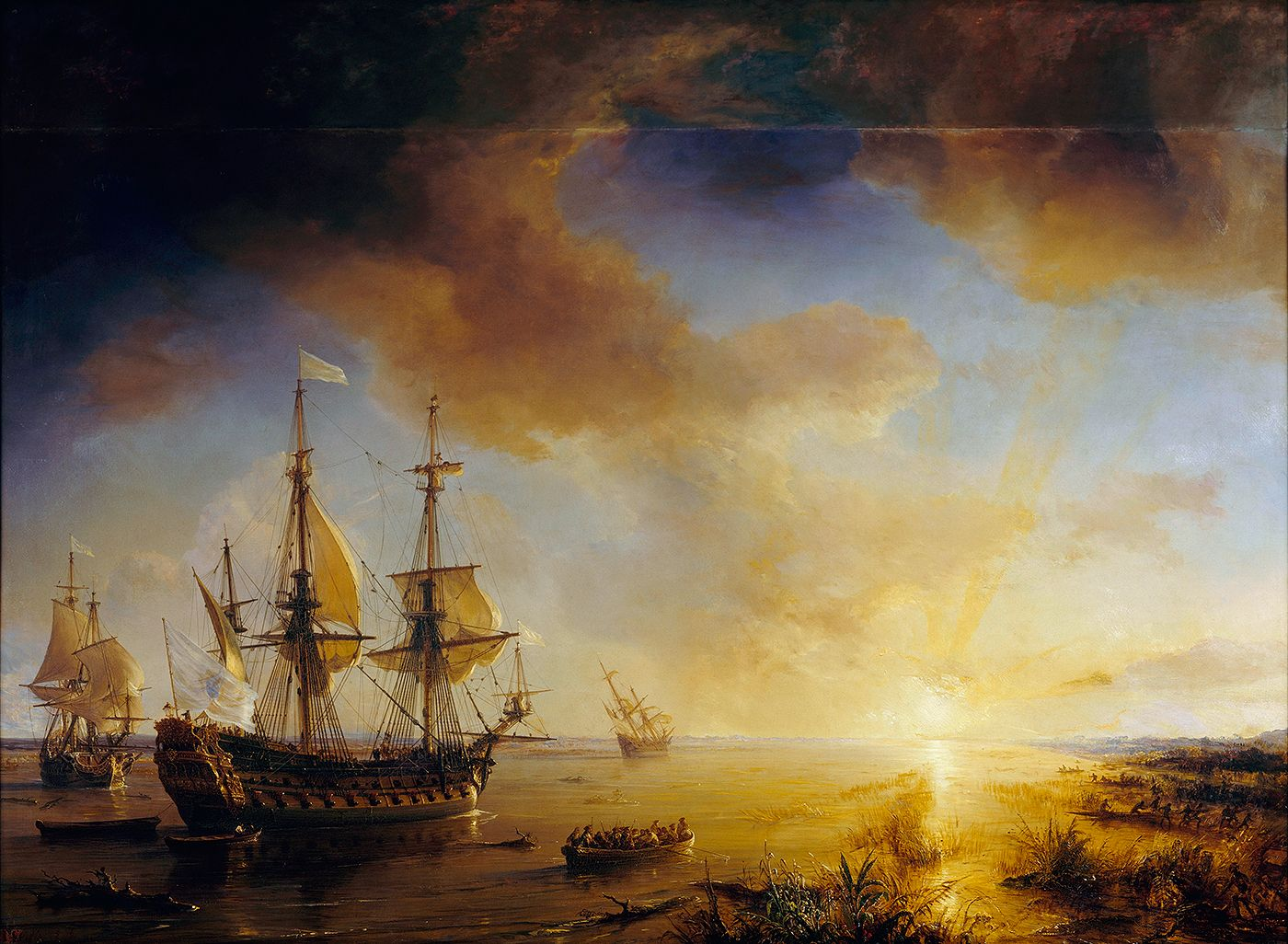
Expédition de Robert Cavelier de La Salle à la Louisiane en 1684, obra de 1844 de Théodore Gudin. La Belle está a la izquierda, Le Joly en el centro y L'Aimable está encallado a la derecha.

Henri Joutel (Ruan, ca. 1643-Ruan, 15 de junio de 1735), fue un navegante, soldado y explorador francés, conocido por ser testigo de primera mano de la última expedición norteamericana de René Robert Cavelier, sieur de La Salle, en la que este perdió la vida.

## Biografía
Henri Joutel nació en Ruan, hijo de un jardinero. Muy pronto se enroló en el ejército y siguió durante diecisiete años una carrera militar hasta que, en 1684, decidió seguir la suerte de su compatriota, el navegante René Robert Cavelier, sieur de La Salle, que ese año regresaba a la Nueva Francia con el fin de fundar una colonia y descubrir en el gran golfo de México desde el mar la desembocadura del río Misisipí. La Salle ya había explorado entre 1680 y 1683, descendiendo aguas abajo desde la región de los Grandes Lagos hasta alcanzar la boca y luego emprendiendo el viaje de regreso aguas arriba.
Joutel, hombre decidido, valiente y lleno de energía, rindió grandes servicios durante la nueva expedición de La Salle, compartiendo todos los peligros y llegando a convertirse en teniente de la misma.
La Salle ostentaba el título de gobernador de Luisiana y encabezaba una gran expedición que zarpó del puerto de La Rochelle el 24 de julio de 1684, compuesta de cuatro barcos: el buque de guerra Joly, dos fragatas, la Belle y la Aimable y el ketch Saint-François, con trescientas personas, incluyendo cien militares y colonos, contando con seis sacerdotes y varias mujeres y niños. La expedición padeció los ataques de los piratas, de los indios hostiles y algunos errores de navegación. El Saint-François se perdió y cayó en manos de corsarios españoles en las Indias Occidentales, a la altura de La Española. La expedición sobrepasó la boca del Misisipi y continuó durante dos semanas más a lo largo de la costa hacia el oeste, llegando cerca de la bahía de Matagorda (hoy Texas). La navegación de la época era imprecisa y si la determinación de la latitud era aproximadamente correcta, la longitud, en ausencia de cronómetros precisos que no aparecieron hasta el siglo XVIII, era muy deficiente. La Salle se dio cuenta de su error y decidió hacer escala en la bahía. En el momento de la maniobra para entrar en la bahía el Aimable encalló y se hundió, perdiéndose casi la totalidad de la carga. El comandante Tanguy Le Gallois de Beaujeu, capitán de la Marina Real que comandaba el Joly, disputó con La Salle y, habiendo llevado con éxito la misión y dejado la carga, decidió regresar a Francia en marzo de 1685, acompañado por muchos colonos que decidieron regresar, quedando con La Salle alrededor de ciento ochenta. A su llegada a Francia, predijo el inevitable y suicida fracaso de la expedición cuando las autoridades desatendieron su requerimiento de reaprovisionamiento de la colonia. La Salle solo contaba con un barco, La Belle y se vio obligado finalmente a disponer de un lugar seguro, estableciendo el Fort Saint Louis (Texas), cerca de Victoria, Texas, la colonia y base de operaciones francesa más meridional en el Nuevo Mundo.
La Salle continuó con su exploración, esta vez hacia el este para intentar encontrar la boca del Misisipi, pero desgraciadamente, estaba a más de 600 km y sus intentos infructuosos debieron de hacer frente a los indios hostiles, la malnutrición, los desertores y a las muertes accidentales. En febrero de 1686, su último barco, La Belle, quedó atrapado por una tempestad y encalló en la bahía de Matagorda. Después de dos años largos y duros, la colonia de ciento ochenta almas quedó reducida a unas cuarenta personas, entre ellas siete niños. La Salle, en un intento desesperado en febrero de 1687, decidió tentar a la suerte y quiso buscar ayuda por tierra desde la Nueva Francia. Abandonó el campamento a pie con dieciséis hombres, entre ellos su hermano mayor Jean Cavelier, sacerdote, dos sobrinos y el propio Joutel, ya su hombre de confianza. En Fort Saint-Louis solo quedaron menos de veinte personas, principalmente las mujeres, los niños y los no aptos, así como siete soldados y tres misioneros.
En la partida de La Salle pronto surgieron disputas entre los hombres, con algunas muertes, hasta que el 19 de marzo de 1687, en algún cerca de la actual ciudad de Navasota en un motín el propio La Salle fue asesinado. Henri Joutel, que había sobrevivido, continuó la ruta acompañado de Jean Cavelier y otros cinco hombres se encaminaron a pie hacia el norte, atravesando el país de los Ilinueses hasta alcanzar Quebec, en la Nueva Francia (hoy Canadá), donde voluntariamente quedaron la mayor parte de sus compañeros. Sabiendo el destino del resto de los colonos, Henri de Tonti, un antiguo compañero de La Salle intentó socorrerlos enviando misiones de búsqueda en 1689, pero no se encontraron sobrevivientes (la colonia había perdurado solo hasta 1688, cuando los indios karankawa masacraron a los veinte adultos que seguían habitando el fuerte y tomaron a cinco niños como cautivos).
Joutel se embarcó de regreso a Francia con el abad Cavelier, hermano de La Salle, y llegó a su país el 9 de octubre de 1688. Ambos volvieron a Ruan, donde guardaron un recuerdo piadoso del famoso explorador con el que habían compartido peligros, deplorando su trágico y prematuro final. Joutel se convirtió en guardia de las puertas de la ciudad de Rouen. Louis de Ponchartrain, ministro de Marina, no logró persuadirlo de volver a América, aunque sí le prestó su diario. Ese diario volvió a la costa del golfo en la expedición de Pierre Le Moyne d'Iberville que en 1699 finalmente estableció una presencia francesa duradera cerca de la desembocadura del río Misisipí.
Joutel murió en 1735, después de publicar un relato de su viaje, con el título: Journal historique du dernier voyage que feu M. de La Sale fit dans le golfe de Mexique, pour trouver l'embouchure, & le cours de la riviere de Mississippi, etc., Paris, 1713, in-12. [Diario histórico del último viaje que hizo el señor M. de La Sale en el golfo de México, para encontrar la embocadura y curso del río Misisipí]. Este diario proporciona parte de la información escrita más antigua del interior, sobre historia natural y etnografía de la parte central de América del Norte.

## Obras

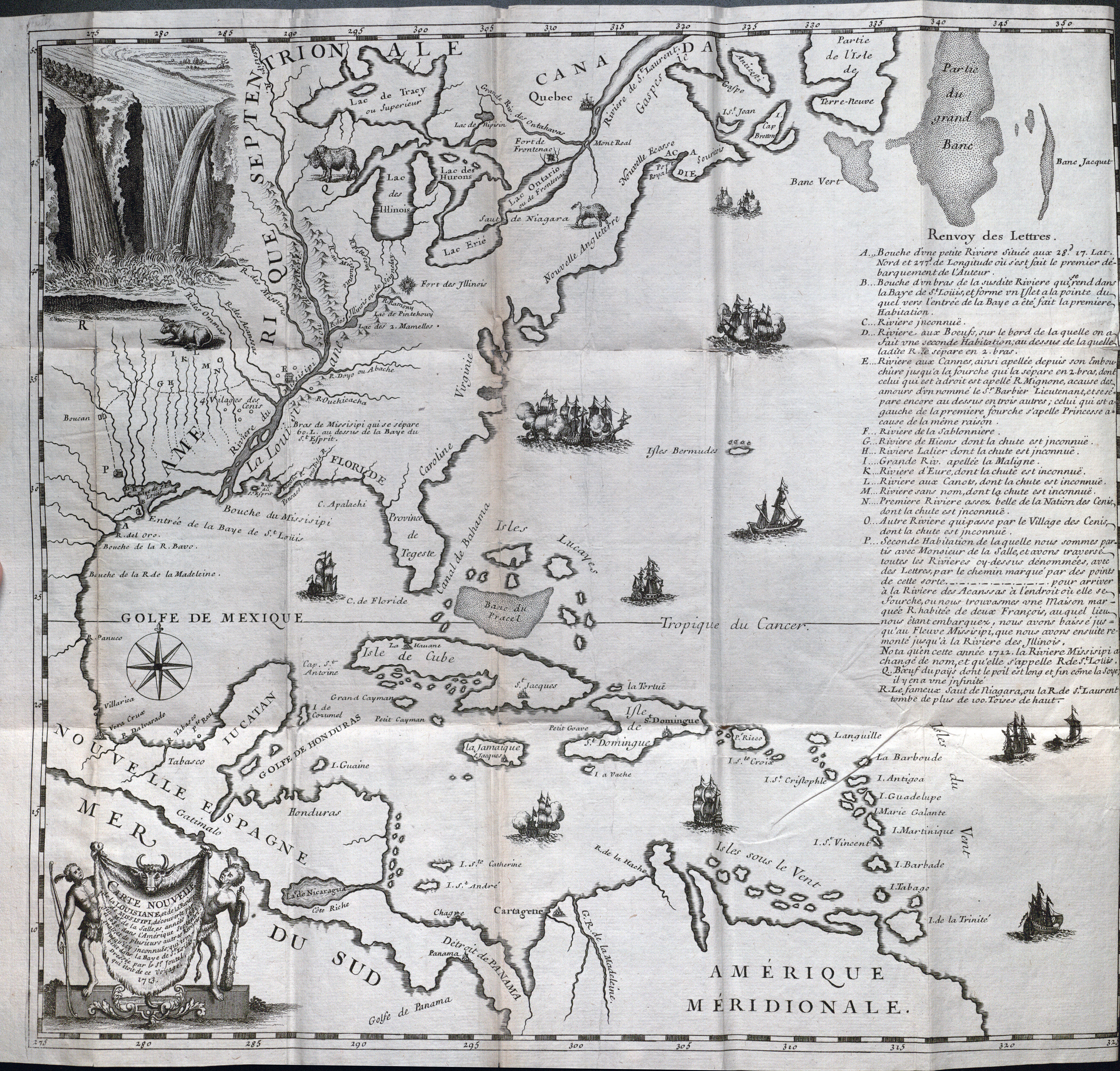
Joutel, Carte Nouvelle de la Louisiane et de la Riviere de Missisipi, 1713

- Journal historique du dernier voyage que feu M. de La Sale fit dans le golfe de Mexique, pour trouver l'embouchure, & le cours de la riviere de Mississippi, nommée à present la riviere de Saint Loüis, qui traverse la Louisiane. Où l'on voit l'histoire tragique de sa mort, & plusieurs choses curieuses du Nouveau monde, París, E. Robinot, 1713 Consultez le document sur Google Books
- Carte nouvelle de la Louisiane, et de la Riviere de Mississippi, découverte par feu...de la Salle, es années 1681 et 1686, dans l'Amérique Septentrionale, et de plusieurs autres rivieres jusqu'icy inconnuës, qui tombent dans la Baye de St. Louis, [S.l.n.d.] 1713 Consultez le document sur Gallica